# 羅津駅
羅津駅（ラジンえき、らしんえき）は、朝鮮民主主義人民共和国羅先特別市羅津区域に位置する駅で、朝鮮民主主義人民共和国鉄道省平羅線と咸北線の終着駅である。

## 概要
羅津駅は南方向が平羅線、北方向が咸北線（平壌 - 明湖 - 羅津 - 雄羅 - 穏城）という構造になっている。そのため、かつて運行されていた平壌発羅津駅経由モスクワ行きの国際列車は、平羅線から羅津駅を通った後咸北線を経由し、洪儀駅、豆満江駅を通ってロシアへ向かっていた。 
羅津駅の近隣には羅津港があり、羅津駅は引き込み線を通じて羅津港と連絡されているため、羅津駅の貨物取扱量は多く、集中貨物駅に指定されている。
日本統治時代に建てられた駅舎が現在でも使用されている。
2008年10月4日、羅津駅とロシア連邦ハサンのハサン駅を直結する鉄道の工事が着工された。また、羅先 - 洪儀（咸北線経由） - ロシアのハサン（洪儀線経由）という経路でロシアに鉄道が通じており、2009年から北朝鮮とロシアの合資で改修され、広軌と標準軌の四線軌条の路線が2012年10月に完成し、試運転が行われた。2013年9月22日に完成式典が行われ、直通運転が開始された。